# Південна Джорджія і Південні Сандвічеві Острови

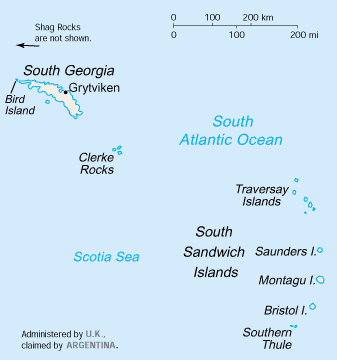
Південна Георгія і Південні Сандвічеві острови — карта

Південна Джорджія і Південні Сандвічеві Острови — британська заморська територія на півдні Атлантичного океану. Територія складається з острова Південна Джорджія (завдовжки 170 км і завширшки 29 км), що є найбільшим, і групи менших островів, відомих як Південні Сандвічеві острови.
Тубільного населення на островах немає, і нині все населення — Британський урядовий офіцер, заступник поштмейстера, науковці та службовці Британського Антарктичного загону на Пташиному острові й у столиці, Кінг-Едвард-Пойнт, і службовці музею в сусідньому Грютвікені.
Велика Британія заявила про суверенітет над Південною Джорджією в 1775, а над Південними Сандвічевими островами в 1908. Територія Південна Джорджія та Південні Сандвічеві острови була сформована в 1985; до цього управлялася як частина Фолклендських островів. Аргентина висловила претензії на Південну Джорджію в 1927, а на Південні Сандвічеві острови в 1938 році. Аргентина тримала морську станцію, Корбета Уругвай, у Порт Фарадей на острові Туле на Південних Сандвічевих островах з 1976, до 1982, коли її існування припинив Британський флот. Аргентинська заява про суверенітет над Південною Джорджією призвела до Фолклендської війни в 1982 році, під час якої британська армія зайняла острів. У 2007 році було навіть випущено пам'ятну монету 2 фунти, присвячену 25-річчю «звільнення островів».

## Історія

### Південна Джорджія

Південна Джорджія

Острів Південна Джорджія в 1675 відкрив Ентоні де ла Роше. Відтак на ранніх картах острів мав назву острів Роше, на інших — острів Пепіс. Перша згадка про нього була від екіпажу комерційного іспанського судна Леон під назвою Сен-Мало 28 червня чи 29 червня 1756 року, а в 1775 року капітан Джеймс Кук першим зійшов на його берег та картографував острів і назвав його «островом Джорджія» на честь Джорджа III — короля Великої Британії.
У 1882 році німецька експедиція, що спостерігала за рухом Венери, розташувалася в Королівській бухті на південно-східній стороні острова.
У XIX і в наступному XX сторіччях Південна Джорджія була базою мисливців на тюленів та китобоїв — до припинення полювання на китів в 1960-х. Перше постійне поселення китобоїв було засноване у Грютвікені в 1904 році норвежцем Карлом Антоном Ларсеном під проводом Аргентинської рибальської компанії, ця станція діяла до 1965 року.
Бази китобоїв діяли за договорами оренди, що надавалися британським губернатором Фолклендських Островів. Усі сім китобійних станцій розташовані на північному узбережжі, починаючи із заходу:
- принца Олава Гарбора (з 1911 року корабельна база, наземна база 1916—1934)
- Лейз Гарбор (1909—1965)
- Стромнесс (з 1907 року корабельна база, у 1912—1931 роках — наземна база, 1960/1961 — відновлення)
- Гусвік (з 1907 року корабельна база, у 1910—1960 роках — наземна база, у 1930—1945 роках не діяла)
- Гритвікен (1904—1965)
- Годтгул (1908—1929, здебільшого корабельна база)
- Океан Гарбор (1909—1920)

Після припинення китобійного промислу станції було покинуто. Лишилось декілька збережених будівель, як, наприклад, музей і церква в Грютвікені, інші ж напівзруйновані.

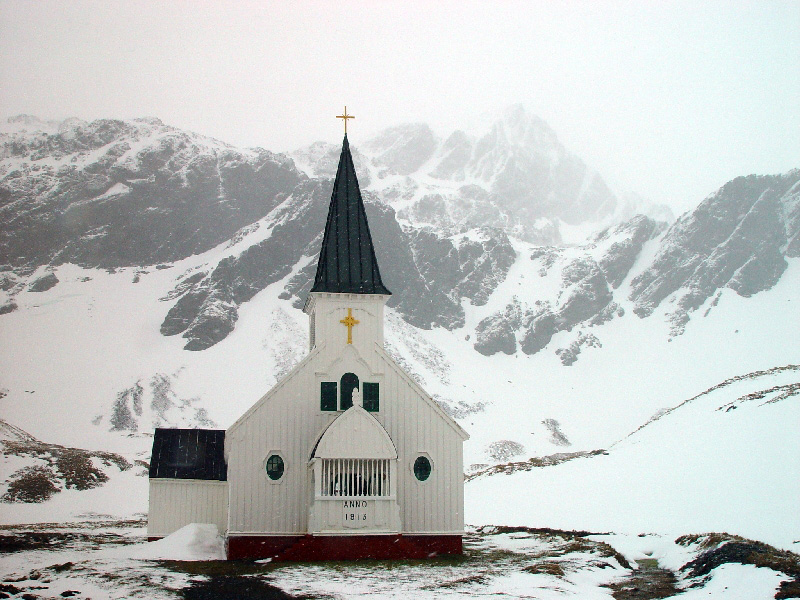
Церква в Грютвікені

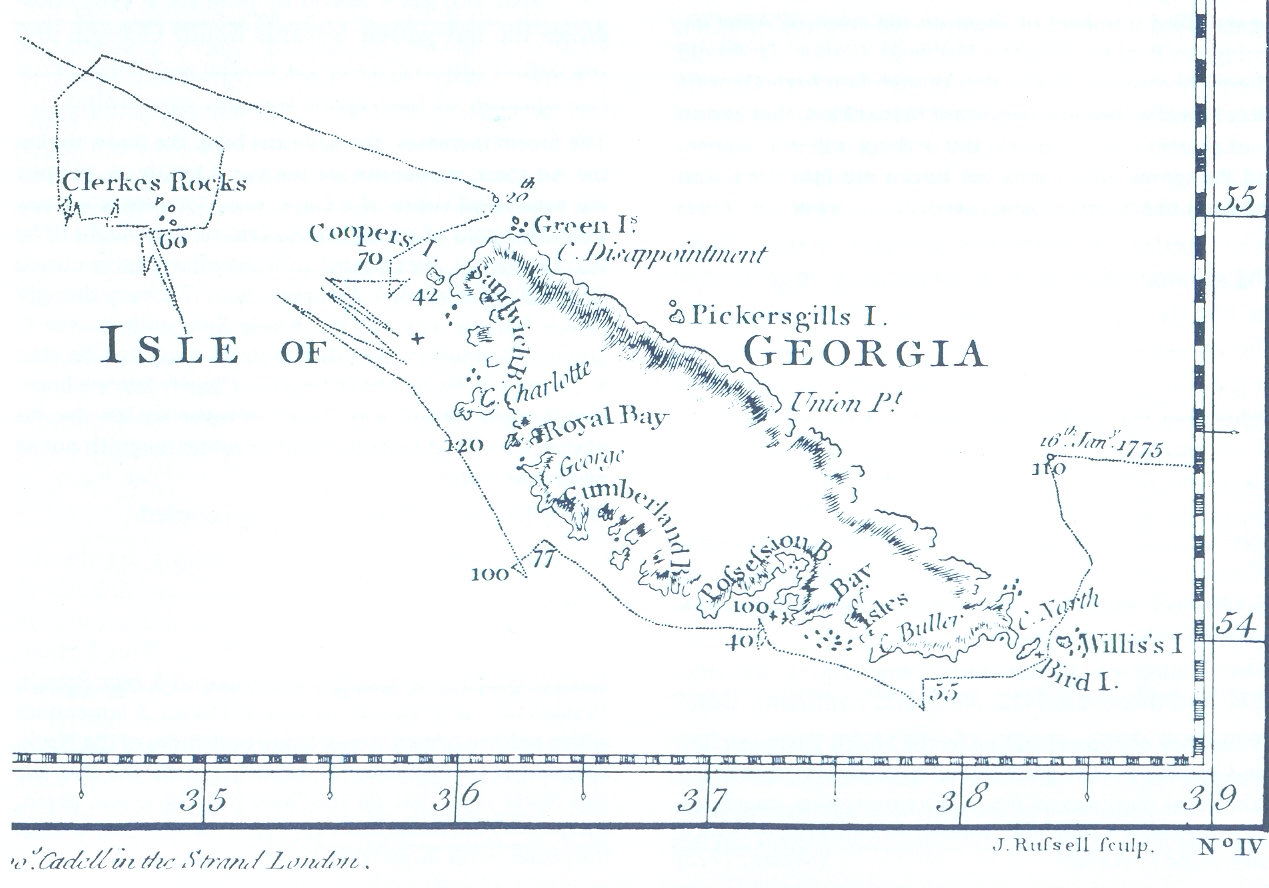
Острів Джемса Кука на мапі(1777, South-Up)

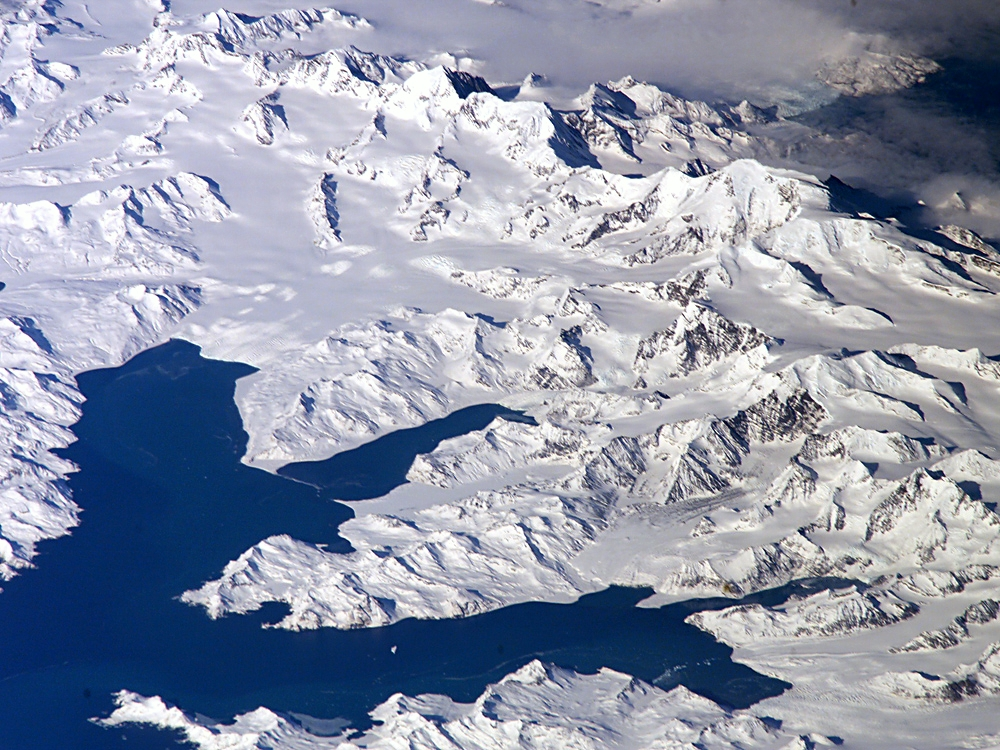
Центральна частина Південної Джорджії

### Південні Сандвічеві острови

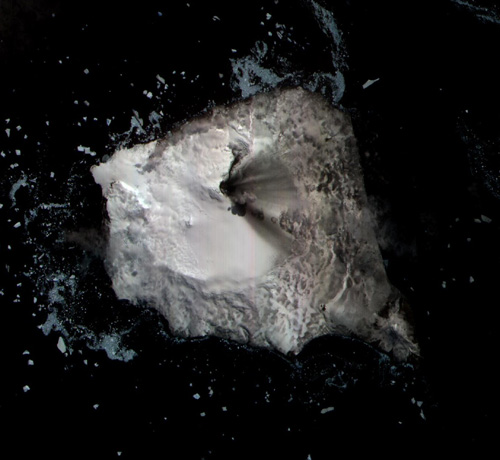
Фотографія острова Монтег'ю з космосу

П'ять південних островів архіпелагу Південні Сандвічеві острови відкрив Джеймс Кук у 1775 році; три північних острови відкрив Беллінсгаузен у 1819 році. Острови були названі Куком на честь графа Джона Монтег'ю 4-го графа Сандвічевого 1-го лорда Адміралтейства. Слово «південні» було додане пізніше, щоб відрізняти їх від Сандвічевих островів, зараз відомих, як Гаваї.
Велика Британія анексувала Південні Сандвічеві острови в 1908 році, об'єднавши їх з іншою Антарктичною британською територією — з Фолклендськими островами.
Аргентина претендує на Південні Сандвічеві острови з 1938 року, і вимагала від Великої Британії залишити їх кілька разів: 25 січня 1955 — влітку 1956 Аргентина засновує літню станцію Теніенте Есквівел у бухті Фергюсон на південно-східному узбережжі острова Тулія. З 1976 до 1982 року Аргентина утримувала військово-морську базу Уругвай Корбета в Порт Фарадей на південно-східному узбережжі того ж острова. Британці виявили аргентинську присутність у 1978 році й зробили декілька спроб, дипломатичними засобами, вирішити це питання, але результатів мирні переговори не дали. Натомість аргентинські війська окупували Фолклендські острови, що й викликало Фолклендську війну. Після поразки Аргентини базу було демонтовано 20 червня 1982 року.

## Географія
Більшість островів, здіймаються круто з моря. Вони нерівні й гористі. На височинах острови постійно покриті льодом і снігом.

### Архіпелаг Південна Джорджія
Архіпелаг Південна Джорджія лежить в 1390 км на південний схід від Фолклендських островів, між 54—55° пд. ш. і 36—38° зх. д. Архіпелаг охоплює, крім острова Південна Джорджія, ще декілька довколишніх острівців, загальною площею 3,756 км².
Острів Південна Джорджія також називають Пепіс Острів або, іспанською, Сан Педро з координатами 54°15′ пд. ш. 36°45′ зх. д. / 54.250° пд. ш. 36.750° зх. д. та загальною площею в 3,528 км². Це гористий, із неродючими ґрунтами острів. Одинадцять його піків висотою понад 2000 метрів, а на їхніх схилах є льодовики, найбільший із них — льодовик Фортуна. Найвища гора Маунт-Пейджет на хребті Аллардіс, висотою 2934 м.
Геологічно острів складається з гнейсів і глинистих сланців, без сліду скам'янілостей. Можливо, острів, як і Фолклендські острови, є продовженням гірської системи Анд.
Решта островів поблизу Південної Джорджії доволі малі й складають собою архіпелаг:
- Анненків острів
- Берд
- Острів Купера
- Гресс острів
- Пікергілл острови
- Веллкам острови
- Вілліаса острови
- Триніті острів

Довкола узбережжя Південної Джорджії з океанських глибин виринули кілька скелястих виступів:
- Шаг Рок — 185 км на північний захід від Південної Джорджії
- Блек Рок — 169 км на північний схід від Південної Джорджії
- Клерк Рок — 56 км на південний схід від Південної Джорджії

### Південні Сандвічеві острови
Південні Сандвічеві острови (назва іспанською — Islas Sandwich del Sur) — 11 вулканічних островів із діючими вулканами. Вони утворюють острівну дугу з півночі на південь із координатами 56° 18' — 59° 27' пд. ш., 26° 23' — 28° 08' зх. д., за 450 км на південний схід від Південної Джорджії.
На північний захід від острова Завадовського є також діючий підводний вулкан.
У наведеній нижче таблиці наведено список Південних Сандвічевих островів із півночі на південь:
| Острів (Іспанська назва)                                    | Площа   | Найвищий пік                      | Розташування                                                |
| Архіпелаг Траверсі                                          |         |                                   |                                                             |
| Мілководдя Захисника                                        | —       | Мілководдя Захисника: –27 м       | 55°54′ пд. ш. 28°06′ зх. д. / 55.900° пд. ш. 28.100° зх. д. |
| Острів Завадовського                                        | 25 км²  | гора Керрі 550 м                  | 56°18′ пд. ш. 27°34′ зх. д. / 56.300° пд. ш. 27.567° зх. д. |
| Острів Лєскова                                              | 0,3 км² | Руддер Поінт: 190 м               | 56°40′ пд. ш. 28°08′ зх. д. / 56.667° пд. ш. 28.133° зх. д. |
| Високий                                                     | 35 км²  | гора Гудзон Mount Hodson: 915 км² | 56°42′ пд. ш. 27°13′ зх. д. / 56.700° пд. ш. 27.217° зх. д. |
| острови Кандлемас (іноді розглядаються як частина Траверсі) |         |                                   |                                                             |
| Кандлемас (Candelaria)                                      | 14 км²  | Андромеда: 550 м                  | 57°05′ пд. ш. 26°39′ зх. д. / 57.083° пд. ш. 26.650° зх. д. |
| Захисний (Vindicación)                                      | 5 км²   | Квадрант пік: 430                 | 57°06′ пд. ш. 26°47′ зх. д. / 57.100° пд. ш. 26.783° зх. д. |
| Центральні острови                                          |         |                                   |                                                             |
| Саундерс                                                    | 40 км²  | гора Майкл: 990 м                 | 57°48′ пд. ш. 26°28′ зх. д. / 57.800° пд. ш. 26.467° зх. д. |
| Монтег'ю (Jorge)                                            | 110 км² | Гора Беллінда: 1370 м             | 58°25′ пд. ш. 26°23′ зх. д. / 58.417° пд. ш. 26.383° зх. д. |
| Брістоль (Blanca)                                           | 46 км²  | гора Дарнлей: 1100 м              | 59°03′ пд. ш. 26°30′ зх. д. / 59.050° пд. ш. 26.500° зх. д. |
| Південні Туле (Tule del Sur)                                |         |                                   |                                                             |
| Беллінсгаузена                                              | 1 км²   | Базіліск пік 255 м                | 59°25′ пд. ш. 27°05′ зх. д. / 59.417° пд. ш. 27.083° зх. д. |
| Острів Кука, Південні Сандвічеві острови                    | 20 км²  | Гора Гармер: 1115 м               | 59°26′ пд. ш. 27°09′ зх. д. / 59.433° пд. ш. 27.150° зх. д. |
| Туле або острів Моррел                                      | 14 км²  | гора Ларсен: 710 м                | 59°27′ пд. ш. 27°18′ зх. д. / 59.450° пд. ш. 27.300° зх. д. |
| Південні Сандвічеві острови                                 | 310 км² | гора Белінда: 1370м               |                                                             |

### Клімат
Постійно холодне море підтримує холодний морський клімат на островах, відтак погода тут — не постійна і жорстка. Звичні щоденні максимальні температури в Південній Джорджії на рівні моря — близько 0 °C взимку (серпень) і 7,5 °C влітку (січень). Зимові мінімальні температури — зазвичай близько −5 °C і рідко падають нижче за −10 °C. Кількість річних опадів у Південній Джорджії становить близько 1500 мм, зазвичай це дощ зі снігом або сніг, який можливий у будь-якому місяці. На самім острові, снігова лінія влітку знаходиться на висоті близько 300 метрів.
Західні вітри дмуть увесь рік. Завдяки цьому на східній (підвітряній) стороні Південної Джорджії набагато кращий клімат, аніж на західній. Погодні умови, загалом, роблять острови важкими для наближення суден, хоча північне узбережжя Південної Джорджії має декілька великих бухт, які забезпечують добре швартування. Під дією вітру (фену) східний край гір висушується і підігрівається, що створює дещо м'якіші умови, температура влітку підіймається часом вище 20 °C.
Моря, що оточують південну Джорджію, холодні цілий рік через близькість Антарктичної циркумполярної течії. Море зазвичай залишається вільним від пакового льоду взимку, хоча тонкий лід можливий у бухтах. Температура моря падає до 0 °C наприкінці серпня і підвищуються до близько 4 °C тільки на початку квітня.
Південні Сандвічеві острови — набагато холодніші, ніж Південна Джорджія, оскільки вони розташовані далі на південь і більше відчувають холодний подих Антарктиди. Їх оточує морська крига з середини травня до кінця листопада (навіть довше на півдні).
| Клімат Південна Джорджія, 1961–1990  | Клімат Південна Джорджія, 1961–1990 | Клімат Південна Джорджія, 1961–1990 | Клімат Південна Джорджія, 1961–1990 | Клімат Південна Джорджія, 1961–1990 | Клімат Південна Джорджія, 1961–1990 | Клімат Південна Джорджія, 1961–1990 | Клімат Південна Джорджія, 1961–1990 | Клімат Південна Джорджія, 1961–1990 | Клімат Південна Джорджія, 1961–1990 | Клімат Південна Джорджія, 1961–1990 | Клімат Південна Джорджія, 1961–1990 | Клімат Південна Джорджія, 1961–1990 | Клімат Південна Джорджія, 1961–1990 |
| Показник                             | Січ.                                | Лют.                                | Бер.                                | Квіт.                               | Трав.                               | Черв.                               | Лип.                                | Серп.                               | Вер.                                | Жовт.                               | Лист.                               | Груд.                               | Рік                                 |
| Середній максимум, °C                | 5,5                                 | 5,6                                 | 4,4                                 | 1,9                                 | −0,5                                | −1,8                                | −2,4                                | −1,9                                | −0,2                                | 1,6                                 | 3,4                                 | 4,5                                 |                                     |
| Середній мінімум, °C                 | 0,7                                 | 1,4                                 | 0,6                                 | −1                                  | −3,8                                | −4,6                                | −5,4                                | −4,8                                | −3,4                                | −1,9                                | −1,5                                | −0,6                                |                                     |
| Норма опадів, мм                     | 84                                  | 80                                  | 95                                  | 123                                 | 108                                 | 108                                 | 120                                 | 114                                 | 107                                 | 98                                  | 88                                  | 77                                  | 1204                                |
| ------------------------------------ | ----------------------------------- | ----------------------------------- | ----------------------------------- | ----------------------------------- | ----------------------------------- | ----------------------------------- | ----------------------------------- | ----------------------------------- | ----------------------------------- | ----------------------------------- | ----------------------------------- | ----------------------------------- | ----------------------------------- |
| Джерело: Climatic Research Unit, UEA |                                     |                                     |                                     |                                     |                                     |                                     |                                     |                                     |                                     |                                     |                                     |                                     |                                     |

| Клімат Південна Джорджія, 1901–1950 (Sunshine 1931–1960)                         | Клімат Південна Джорджія, 1901–1950 (Sunshine 1931–1960) | Клімат Південна Джорджія, 1901–1950 (Sunshine 1931–1960) | Клімат Південна Джорджія, 1901–1950 (Sunshine 1931–1960) | Клімат Південна Джорджія, 1901–1950 (Sunshine 1931–1960) | Клімат Південна Джорджія, 1901–1950 (Sunshine 1931–1960) | Клімат Південна Джорджія, 1901–1950 (Sunshine 1931–1960) | Клімат Південна Джорджія, 1901–1950 (Sunshine 1931–1960) | Клімат Південна Джорджія, 1901–1950 (Sunshine 1931–1960) | Клімат Південна Джорджія, 1901–1950 (Sunshine 1931–1960) | Клімат Південна Джорджія, 1901–1950 (Sunshine 1931–1960) | Клімат Південна Джорджія, 1901–1950 (Sunshine 1931–1960) | Клімат Південна Джорджія, 1901–1950 (Sunshine 1931–1960) | Клімат Південна Джорджія, 1901–1950 (Sunshine 1931–1960) |
| Показник                                                                         | Січ.                                                     | Лют.                                                     | Бер.                                                     | Квіт.                                                    | Трав.                                                    | Черв.                                                    | Лип.                                                     | Серп.                                                    | Вер.                                                     | Жовт.                                                    | Лист.                                                    | Груд.                                                    | Рік                                                      |
| Абсолютний максимум, °C                                                          | 24,5                                                     | 26,5                                                     | 28,8                                                     | 19,1                                                     | 17,5                                                     | 14,0                                                     | 13,6                                                     | 13,2                                                     | 17,0                                                     | 20,0                                                     | 22,5                                                     | 21,5                                                     | 28,8                                                     |
| Середній максимум, °C                                                            | 8,4                                                      | 9,1                                                      | 8,4                                                      | 5,6                                                      | 2,9                                                      | 0,9                                                      | 1,2                                                      | 1,5                                                      | 3,5                                                      | 5,4                                                      | 6,5                                                      | 7,5                                                      |                                                          |
| Середній мінімум, °C                                                             | 1,4                                                      | 1,7                                                      | 1,0                                                      | −0,8                                                     | −3,1                                                     | −4,6                                                     | −4,7                                                     | −4,9                                                     | −3,3                                                     | −1,8                                                     | −0,5                                                     | 0,4                                                      |                                                          |
| Абсолютний мінімум, °C                                                           | −4,1                                                     | −3,7                                                     | −6,3                                                     | −9,8                                                     | −11,4                                                    | −14,6                                                    | −15,2                                                    | −19,2                                                    | −18,4                                                    | −11                                                      | −6,4                                                     | −5,4                                                     | −19,2                                                    |
| Середня кількість сонячних годин на місяць                                       | 152                                                      | 160                                                      | 127                                                      | 66                                                       | 34                                                       | 12                                                       | 22                                                       | 74                                                       | 123                                                      | 171                                                      | 174                                                      | 167                                                      |                                                          |
| Норма опадів, мм                                                                 | 92.0                                                     | 114.0                                                    | 136.0                                                    | 139.0                                                    | 137.0                                                    | 135.0                                                    | 149.0                                                    | 149.0                                                    | 92.0                                                     | 80.0                                                     | 93.0                                                     | 88.0                                                     | 1394.0                                                   |
| -------------------------------------------------------------------------------- | -------------------------------------------------------- | -------------------------------------------------------- | -------------------------------------------------------- | -------------------------------------------------------- | -------------------------------------------------------- | -------------------------------------------------------- | -------------------------------------------------------- | -------------------------------------------------------- | -------------------------------------------------------- | -------------------------------------------------------- | -------------------------------------------------------- | -------------------------------------------------------- | -------------------------------------------------------- |
| Джерело: Globalbioclimatics/S.Rivas-Martínez та DMI/Danish Meteorology Institute |                                                          |                                                          |                                                          |                                                          |                                                          |                                                          |                                                          |                                                          |                                                          |                                                          |                                                          |                                                          |                                                          |